# 宗家邦
宗家邦（1958年10月—），河南省开封县人，中华人民共和国政治人物。

## 生平
1980年4月，毕业于开封师范学校，之后在开封县教育局、文委担任办事员。1983年12月，任开封县罗王乡党委组织委员、纪检委员。1985年1月，任开封县罗王乡党委副书记。1987年4月，任开封县罗王乡党委副书记、乡长。1988年3月，任开封县罗王乡党委书记。1989年8月，任中共开封县委常委、办公室主任。1992年4月，任中共开封县委副书记。1992年12月，任中共尉氏县委副书记。1994年12月，任中共杞县县委副书记。1994年12月至1995年3月，代任杞县县长（1995年3月至1996年3月实任）。1996年1月，任中共兰考县委书记。1999年，河南省电台记者王小兵到兰考采访国庆特别节目《县委书记的好榜样焦裕禄》，但是遭到宗家邦的抵触，并声称“焦裕禄精神我一听就烦”。而同年9月9日，王的采访在河南省人民广播电台播出，产生巨大反响。同年10月，河南省派出调查组检查，之后同年11月，中共开封市委免去了他的中共兰考县委书记职位。
2000年4月，宗家邦改任开封市委副秘书长，开封市劳动和社会保障局局长、党组书记。2008年4月，任开封市第十二届人大常委会副主任。之后连任开封市第十三届人大常委会副主任。